# 黎川県
黎川県（れいせん-けん）は中華人民共和国江西省撫州市に位置する県。

## 行政区画
- 鎮:日峰鎮、宏村鎮、洵口鎮、熊村鎮、竜安鎮、徳勝鎮、華山鎮
- 郷:潭渓郷、湖坊郷、荷源郷、厚村郷、社萍郷、樟渓郷、西城郷、中田郷

## 交通

### 道路
- 高速道路
  - 福銀高速道路